# Hyala vitrea
Hyala vitrea là một loài ốc biển nhỏ, là động vật thân mềm chân bụng sống ở biển trong họ Iravadiidae.
Hyala vitrea used to be considered as a species của Onoba (Rissoidae). It is however made clear now that this species does not belong to the family Rissoidae but to Hyala trong họ Iravadiidae

## Miêu tả
Loài này có kích thước giữa 1 mm and 4 mm

## Phân bố
This species là một grazer and deposit feeder, được tìm thấy ở vùng biển Châu Âu, in Địa Trung Hải và in Biển Black.